# 湯元上山旅館
湯元上山旅館（ゆもとうえやまりょかん）は、兵庫県姫路市夢前町塩田にある、創業1874年（明治7年）の老舗温泉旅館。塩田温泉で最初に創業した元湯旅館である。

## 概要
江戸時代中期に「田畑の中に塩の湧く処あり」と発見され、塩田温泉は源泉名を「塩ヶ谷鉱泉」と呼ばれ、飲泉場を含め3か所の源泉槽に自然湧出で地中から数か所の泉脈より300年以上湧き続けており、塩味ほのかなサイダー味の温泉で泉質は炭酸水素塩泉。上山旅館はその湯元である。自然湧出であるために湯量は少なく、胃腸病に効能があるとして、古くよりは飲用温泉として活用されてきた歴史があり、胃腸に効く温泉として「飲めよ、飲めよ、塩田のいで湯」と謳われた。昔は1日に1升ほど温泉を飲みながら入浴していた。胃腸病の薬泉として知られる。このため、源泉場には薬師如来が祀られている。
当初、泉源は村の共有財産であった。上山旅館は、文部省通達によりその任を受けた飾西（しきさい）郡長が塩田温泉が播磨唯一の鉱泉であるにもかかわらず施設が整っていないことを憂い、村民を熱心に説得し、その熱意にこたえるかたちで2軒の旅館が創業したが、その1軒であった。上山家は代々源泉の管理を担ってきたが、明治初期の1874年から旅館業に転じた。その後、塩田温泉郷として高度成長期には観光地化し、旅館も最盛期には5軒まで増えるが、平成期には上山旅館と夢乃井の2軒まで減少した。源泉には多くの効用があることと個人客へのもてなしを大切にしていることから、リピーターが多い。また、かつては湯治客が好んで食べていた「湯壺がゆ」や鍋料理に源泉が生かされている。

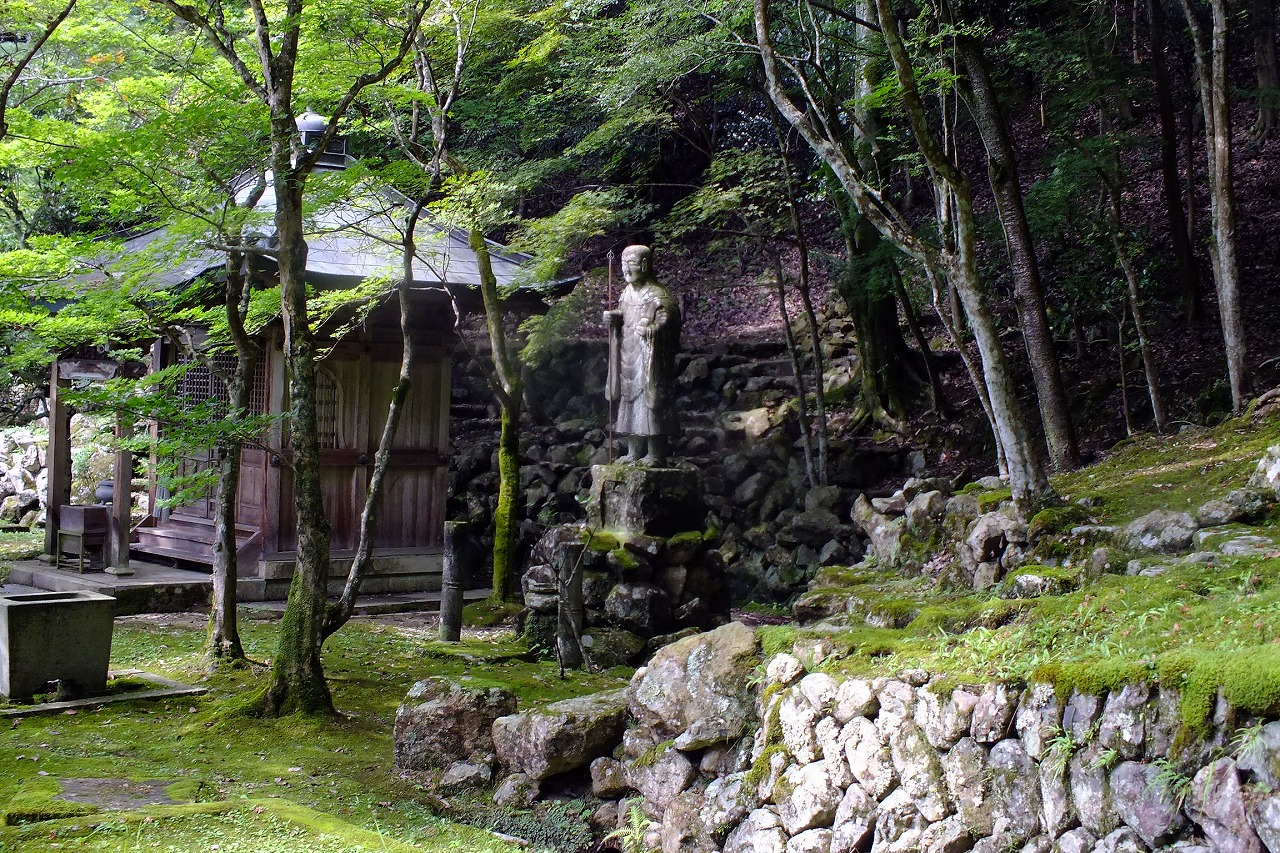
広い庭園には塩田温泉薬師堂、目治し地蔵などが点在する。

2代目上山作右衛門は「娯楽、遊興は従とせよ」「湯治場としての本分を忘れるな」と家訓を残した。温泉ブームの頃には、「新たにボーリングをして熱い温泉を掘り湯量も増やせばどうか」という提案もあったが、源泉を掘れば300年間続いた泉質が変わってしまうおそれがあり、館主はそれでは「塩田温泉」ではなってしまうと断り、現在に至っている。
本館をはじめ、見晴館、椿館、東館の4棟と露天風呂を含め8つの浴室と飲泉所をそなえ、周辺の山林も含め敷地面積2万坪の広い庭園には塩田温泉薬師堂、目治し地蔵や赤い橋の架かる池、ヤマツツジ林、竹林、樅の巨木などが点在し、森の中の広場の様相を呈する。特にヤマモミジが新緑と紅葉の時期（11月中旬）には美しい。旧館の見晴館は敷地内にあった明治期建造の建物を高台に移転し改装を施した木造2階建てで、角部屋の13畳の和室は薄板を編んだ網代天井は職人技を伝えている。

## 歴史

### 名の由来
塩田という地名に関しては『播磨鑑』に「飾西郡、塩田村、此の村に潮のさす田地一區あり、よって塩田という由、此所に元文の頃温泉湧出で宿屋を構え諸方より入湯の人々夥し、右の潮を湯にわかして浴するに、諸病治せずということなし、其後沙汰なし、惜哉」と記されており、泉質に塩化物が含有されているために、塩が湧く田とされた。全国的にも「塩田」という地名が散在するが、その多くが温泉地であったり、温泉地の近くであったりする。

### 播州故事書
上山旅館に残る『播州故事書抜粋 塩田温泉之部』には「元文丙辰元年秋八月我ヵ州古知之庄塩田に薬泉あることを聞き滞在するも三十五日、丹波、但州、摂津、備前、四国地方より多数の湯治客ありて諸病の全治せしこと…。また、湯元と称するもの十家、その内に医生古林瀬右ェ門吉政というものありて浴客を診療し居たりしが、『医者一人の治療を以ってしては数万の病苦を救うこと難し、然るに薬泉に浴する時は脈を診し薬を投ぜずしてよく万民の病難を救済す、アー自然の力、偉なる哉』など」と著されている。

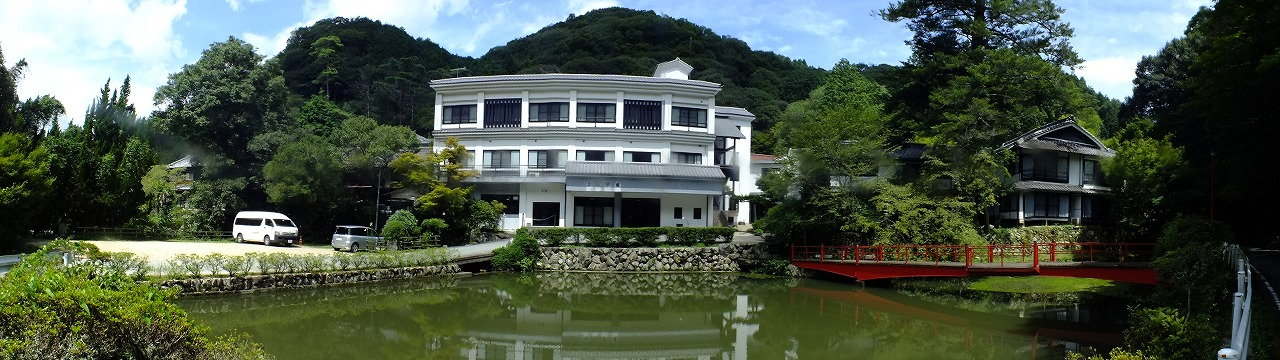
湯元上山旅館全景

## 沿革

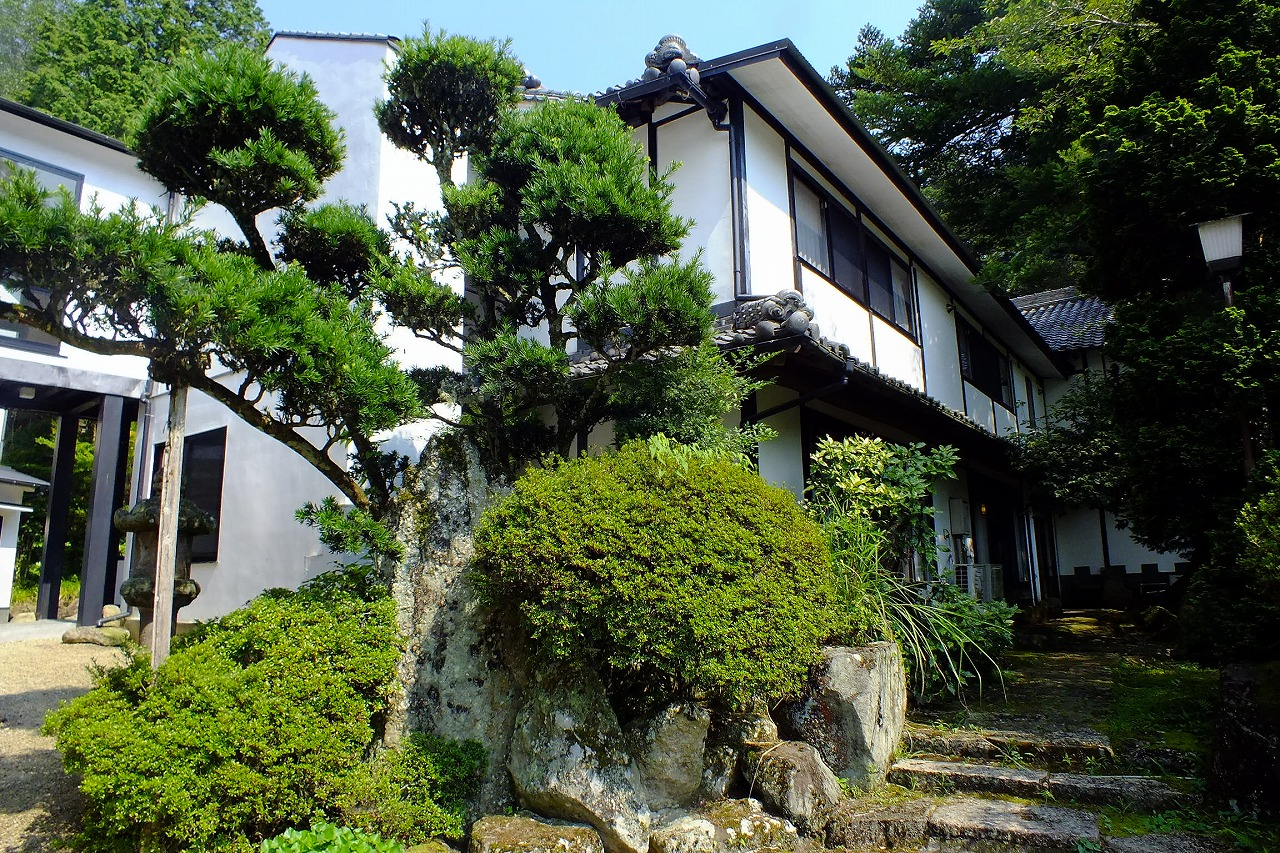
趣のある東館。

- 温泉の発見は不詳だが、口碑では江戸時代（天和年間）とされている[8]。奈良時代（736年～740年）と推定する文献もある[3]。
- 元文には湯治場として利用される。
- 江戸時代には源泉を中心として湯治宿を兼ねた民家が4-10軒ほどあったとされ、泉質や効能が口伝えで遠くまで広まり遠方からの客も多かった。地誌『播磨鑑』に各地から湯治客が訪れた記録が残る[1]。
- 1874年（明治7年） - 公衆衛生上各府県に「鉱泉の湧出の時代年月日を調査して報告せよ」との通達が文部省(後の内務省）から出される。当時の飾西部長が村民を熱心に説得した結果、上山旅館ほか2戸が旅館としての設備を整え創業。
- 1876年（明治9年） - 内務省から引き続き「温泉分析の報告依頼」があり、郡長はそれに応え、鉱泉の分析を上司に依頼し、内務省大阪司薬場から外国人技師を招聘することとなる。
- 1878年（明治11年）10月29日 - オランダ人技師ベウドワルスにより初めて塩田温泉の泉質分析調査が行われた。
- 1879年（明治12年）1月 - 分析により良質の温泉であることが確認され、技師による温泉医学と温泉地づくりの指導がなされる。
- 1885年（明治18年）5月27日 - 地元や各地有志より寄付を募り、内海忠勝県令に働きかけ、共同浴場が新設される。完成当日には内海忠勝自身も式に臨み祝辞を朗読し30円を寄進する。
- 1913年（大正2年） - 共同浴場の管理・経営が村営では成り立たなくなり、上山旅館が引き継ぐ。
- 昭和時代に入ると鉄道の整備などで交通事情が改善、療養、保養に加え別荘としての利用が盛んになり、客足が伸びる。
- 第二次世界大戦中は、全国の温泉地がそうであったように塩田温泉でも神戸の小学生の疎開地として受け入れを行う。また、その後、姫路の陸軍病院の療養地として終戦まで旅館を開放する。

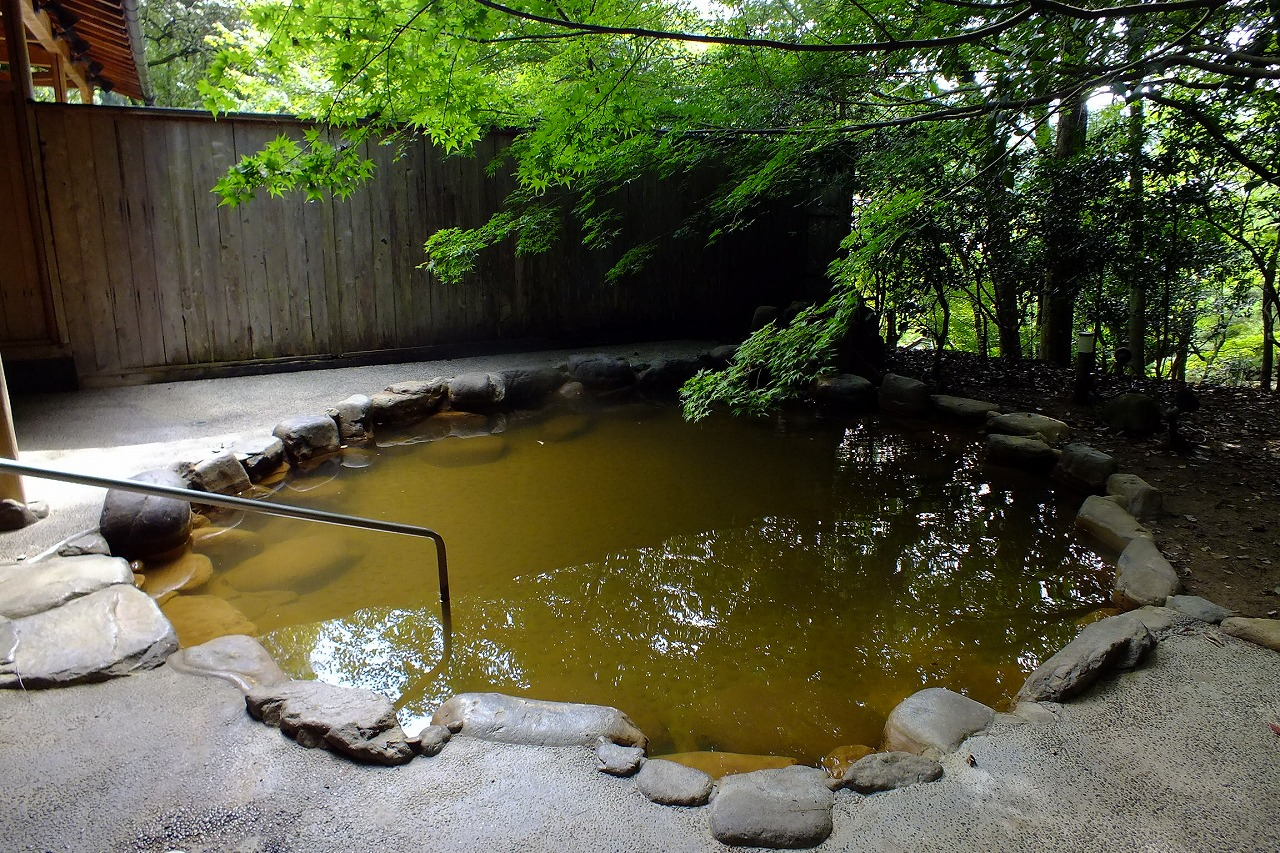
露天風呂含め8つの浴室と飲泉所をそなえる。

- 高度成長期に入ると、塩田温泉は大きく変化を遂げる。戦時中に古知之庄に「知新荘」という旅館が開業し、戦後にはボーリングで新たな泉源を掘り当て新温泉として発足。昭和30年代には、夢前荘、このむら（後の輝ノ家）、夢乃井が続き、塩田温泉郷を形成した。この頃より湯治場としてよりも観光温泉としての性格を強めていき、個人客から団体客へとシフトし、多くの建物も木造から鉄筋コンクリートへと変貌を遂げる。
- 温泉ブームは次第に個人客中心の秘湯ブームへと変遷するとともに、バブル崩壊、阪神・淡路大震災なども重なり、建物の老朽化、客のニーズへの対応の遅れなどから5軒あった旅館は上山旅館と夢乃井の2軒にまで減少する。

（以上 より。）
- 2001年 - 本館、東館全面改装、野天風呂新設[1]。
- 2015年 - 上山洋一郎が6代目を継承。椿館改装完成[1]。

## 泉質

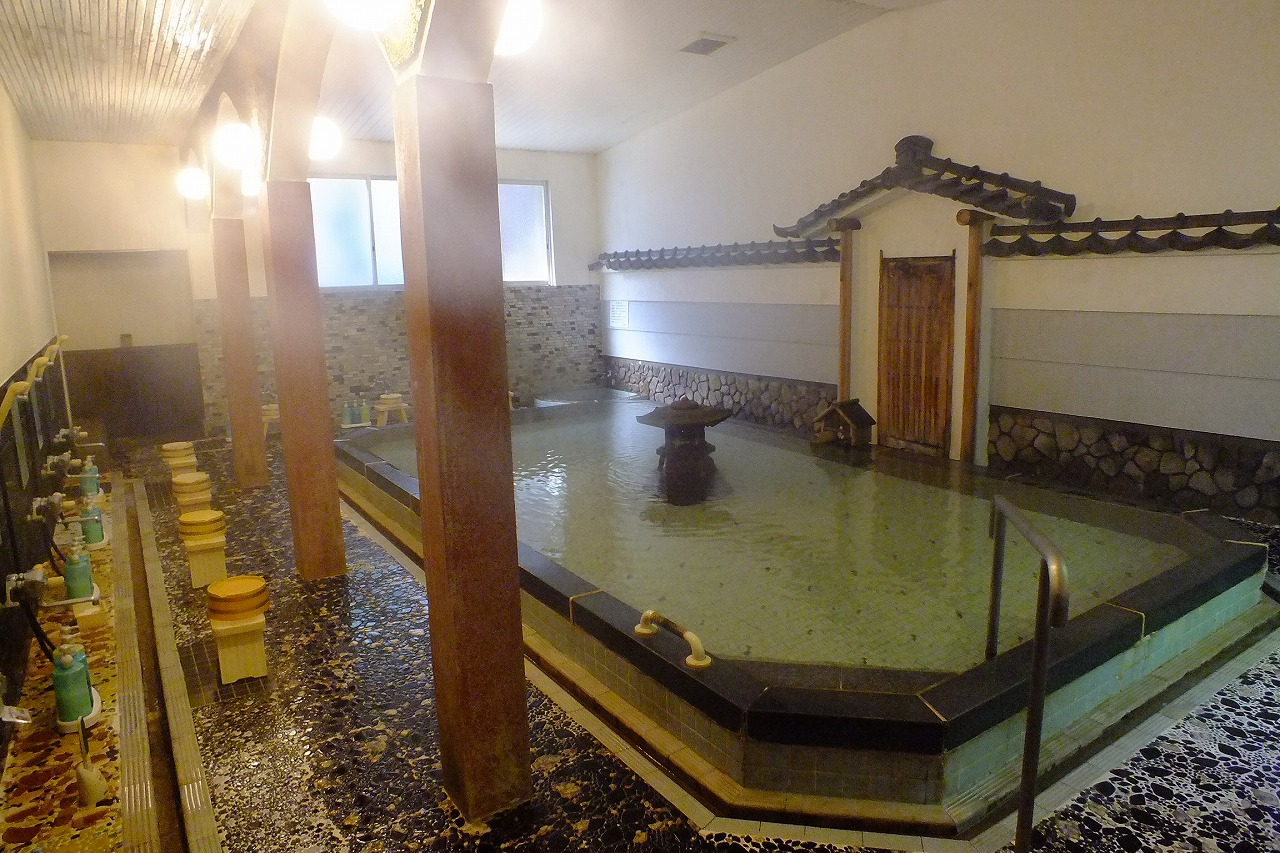
内湯の一つ、庭園風呂（湯船に浸かりながら庭園が望める。）

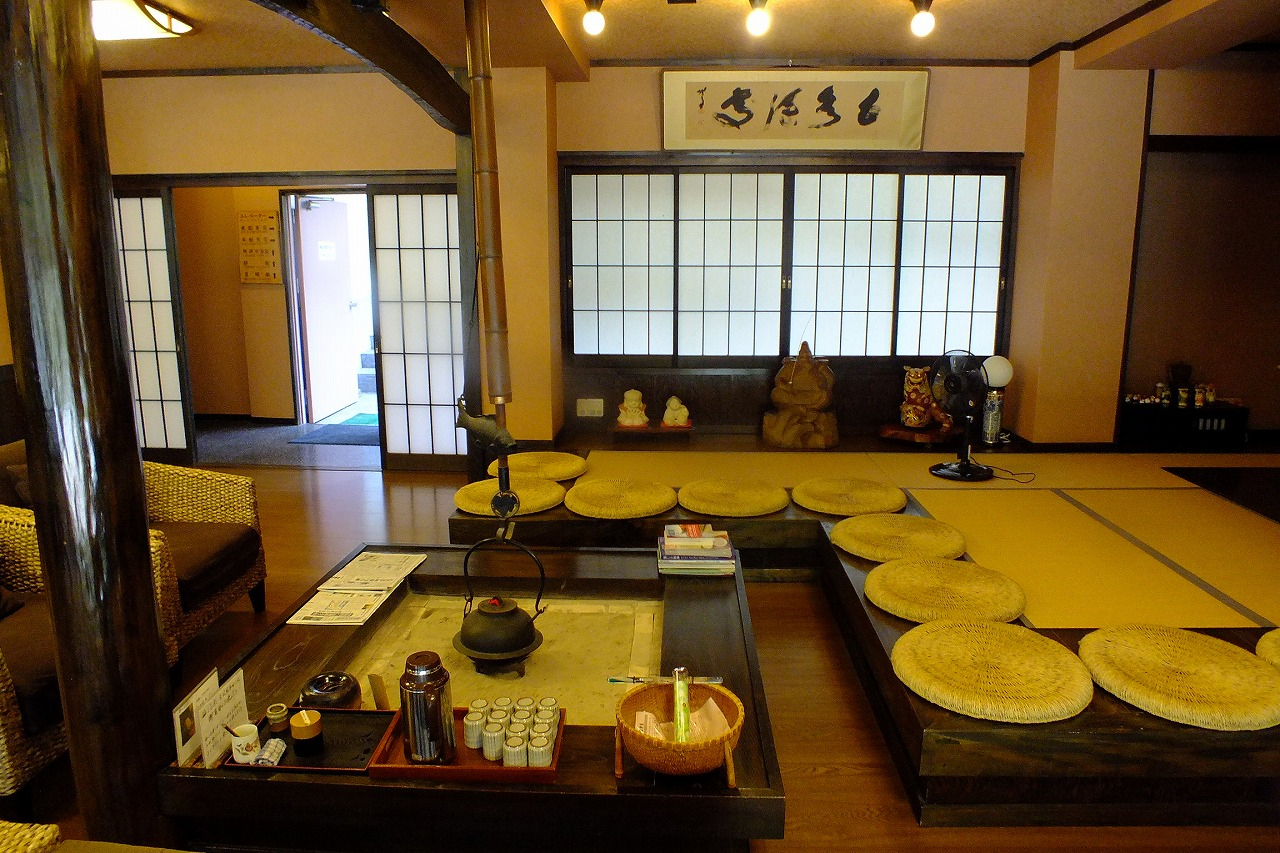
本館の囲炉裏。

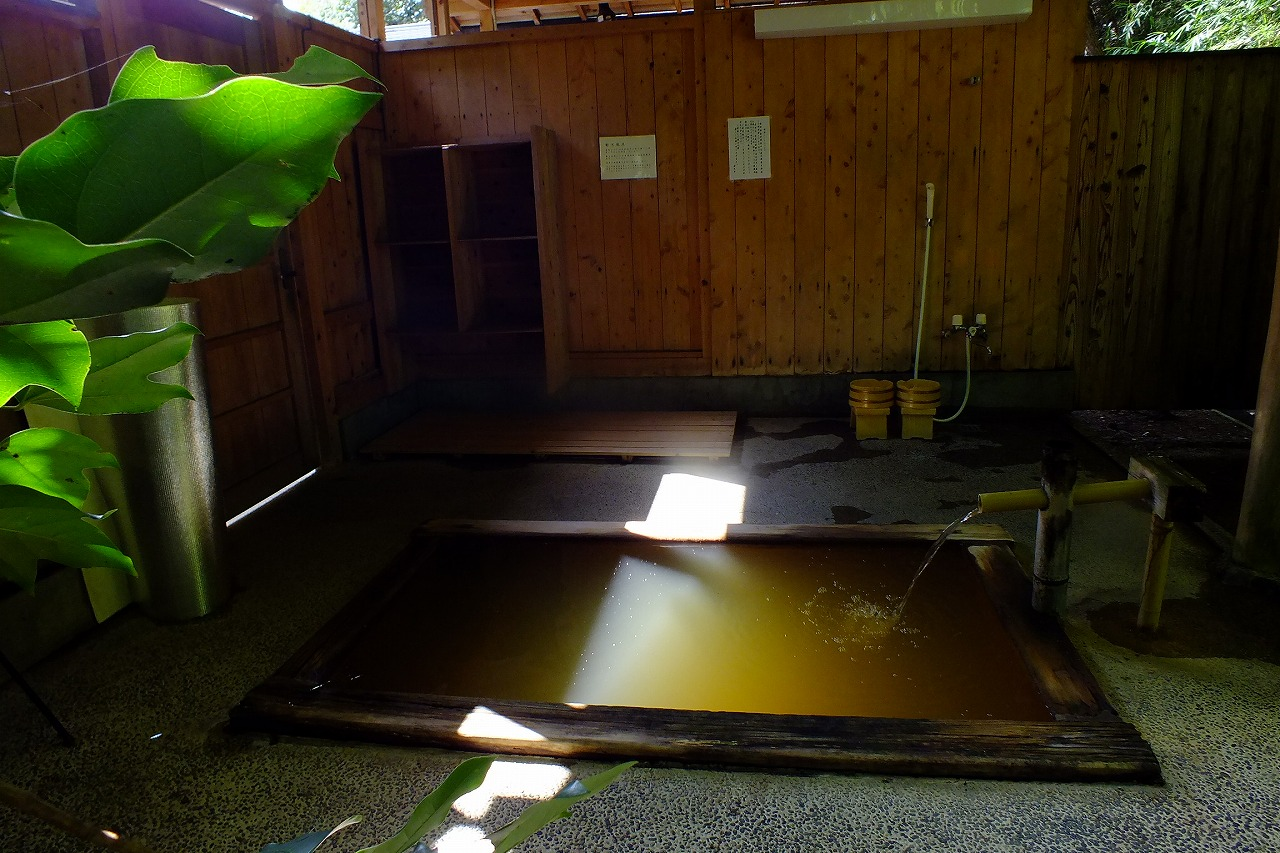
野天風呂のひとつ。

- 含二酸化炭素-ナトリウム-塩化物・炭酸水素塩冷鉱泉（含CO₂-Na-Cl・HCO₃冷鉱泉）。
- 低張性、中性、冷鉱泉。

(平成13年8月16日 兵庫県立衛生研究所による分析）
※ボーリングはせず自然湧出であるため湯量は多くはないが、飲用にも適し湯冷めしにくい湯として冷え性などに適している。飲用すると塩サイダーのような味で胃腸病などに効果がある。

### 効能
- 神経痛、筋肉痛、関節痛、うちみ、運動麻痺、慢性消化器病、便秘、痛風、冷え性、痔疾、疲労回復、慢性婦人病、高血圧症、動脈硬化[4]。

## 施設

### 客室
- 見晴館客室
- 東館客室
- 椿館客室
- 本館客室

### 風呂
合計8つの風呂がある。本館の大浴場にはヒノキ風呂と庭園風呂があり、時間によって男女の利用が入れ替わる。
- 庭園風呂
- 檜風呂
- 野天風呂（男湯、女湯）
- 野天家族風呂（2ヵ所）
- 家族風呂（2ヵ所）

## 交通アクセス
- 鉄道
JR姫路駅から神姫バスで34分。または上山旅館の送迎車あり。
- 自動車
夢前スマートインターチェンジ下車、5分。

## 加盟団体
- 日本旅館協会[2]

## 周辺観光
- 書写山円教寺[5]
- 姫路城[5]

## 参考図書
- 『ミシュランガイド』兵庫 2016 特別号